# لوكا فونتشينا
لوكا فونتشينا (بالسلوفينية: Luka Vončina)‏ مواليد 27 ديسمبر 1991 في ليوبليانا، هو لاعب كرة سلة سلوفيني. بدأ مسيرته الاحترافية في سنة 2010. يلعب مع نادي دومجاله لكرة السلة كلاعب هجوم خلفي. يحمل الرقم 44. يبلغ طوله 6 قدم 4 بوصة (1.9 م). لعب مع نادي أوليمبيا لكرة السلة في الدوري السلوفيني لكرة السلة.

## روابط خارجية
- لوكا فونتشينا على موقع كرة السلة الأوروبية.كوم (الإنجليزية)
- لوكا فونتشينا على موقع كلية كرة السلة في سبورتس رفرنس.كوم (الإنجليزية)
- لوكا فونتشينا على موقع ريلجم (الإنجليزية)
- لوكا فونتشينا على موقع بروبوليرز (الإنجليزية)
- لوكا فونتشينا على موقع سبورتس رفرنس (الإنجليزية)